# Bootle (Kumbria)
Bootle – wieś w Anglii, w Kumbrii, w dystrykcie (unitary authority) Cumberland. Leży 74 km na południe od miasta Carlisle i 377 km na północny zachód od Londynu. W 2001 miejscowość liczyła 745 mieszkańców.